# Gambusia echeagarayi
Gambusia echeagarayi är en fiskart som först beskrevs av Álvarez 1952.  Gambusia echeagarayi ingår i släktet Gambusia och familjen Poeciliidae. Inga underarter finns listade i Catalogue of Life.